# Tratado Fierro-Sarratea
O Tratado Fierro-Sarratea foi um acordo entre os governos do Chile e da Argentina, visando estabelecer um método para resolver seus problemas fronteiriços, assinado em 6 de dezembro de 1878 em Santiago pelo Ministro das Relações Exteriores do Chile Alejandro Fierro e pelo cônsul argentino em Santiago Mariano Sarratea. O acordo foi aprovado pelas duas câmaras do Congresso do Chile e em 14 de janeiro de 1879, o governo chileno informou ao governo argentino que o aprovava. No entanto, o Congresso da Argentina nunca aprovou o acordo.

## Antecedentes
Em 1873, em momentos de tensão com o Chile, a Argentina buscou a adesão ao Tratado de Aliança Defensiva (Peru-Bolívia), um pacto secreto que pretendia obrigar o Chile a aceitar as fronteiras convenientes aos três países limítrofes. A Câmara dos Deputados da Argentina em sessão secreta aprovou a adesão em 1873, mas o governo de Buenos Aires não chegou a um acordo com o da Bolívia sobre a questão de Tarija. Quando a Argentina ofereceu ao Peru um tratado bipartite, o Peru rejeitou a oferta.
As relações entre Argentina e Chile eram tensas devido à disputa pela Patagônia, pelo Estreito de Magalhães e pelas ilhas ao sul deste, territórios que eram disputados por ambos. Após a captura na costa da Patagônia do Jeanne Amélie em 27 de abril de 1876 e do Devonshire pela canhoneira Magallanes em 15 de outubro de 1878, os protestos em Buenos Aires aumentaram a tal ponto que o governo decidiu enviar sua frota marítima para o sul para fortalecer sua reivindicação na área.:350

## Acordo
Foi nestas circunstâncias que os governos procuraram um acordo para acalmar os ânimos. Depois de alguns dias, os representantes de ambos os países redigiram e assinaram o acordo que adiou principalmente a solução dos problemas através de um tribunal arbitral composto por dois chilenos e dois argentinos que deveriam listar os assuntos e territórios e posteriormente proceder com a emissão de uma sentença.
Foi acordado deixar a costa atlântica sob a jurisdição da Argentina e o Estreito de Magalhães sob a do Chile, sem que esta solução transitória concedesse direitos durante a disputa subsequente em tribunal. Também foi acordado declarar definitivamente o Estreito livre para o trânsito de todas as bandeiras.

## Consequências
Para o Chile, o pacto teve um efeito muito importante porque permitiu, pelo menos, postergar os problemas fronteiriços com a Argentina e focar na solução dos seus problemas com a Bolívia: em 17 de dezembro de 1878, Hilarión Daza ordenou a cobrança do imposto dos 10 centavos e poucos meses depois começaria a Guerra do Pacífico, após a recusa da Bolívia em reverter a medida que violava tratados anteriores com o Chile.